# 红格尔苏木
红格尔苏木，是中华人民共和国内蒙古自治区乌兰察布市四子王旗下辖的一个乡镇级行政单位。
神舟五号飞船的主着陆场位于红格尔苏木阿木古郎牧场境内。
红格尔，在蒙古语中是“軟”或“甜心”的意思。

## 行政区划
红格尔苏木下辖以下地区：
瀚忽拉嘎查牧委会、红格尔嘎查牧委会、打忽拉嘎查牧委会、乌布里吾素嘎查牧委会、阿力点力素吾素嘎查牧委会、白彦花嘎查牧委会、脑木更嘎查牧委会和海卜子嘎查牧委会。